# New Orleans (stad)
New Orleans (Frans: La Nouvelle-Orléans, Nederlands: Nieuw-Orléans) is de grootste stad van de Amerikaanse staat Louisiana. De stad is in 1718 door Jean-Baptiste Le Moyne de Bienville gesticht en is genoemd naar de Fransman Filips II van Orléans. Op wets- en bestuursniveau zijn de stad New Orleans en de Orleans Parish hetzelfde. New Orleans wordt ook wel The Big Easy of NOLA (New Orleans, Louisiana) genoemd. De stad was tot 1849 de hoofdstad van Louisiana, sindsdien is dat Baton Rouge.
De stad is een industrie- en distributiecentrum, heeft een belangrijke haven, de haven van South Louisiana, en is bekend door haar rijke culturele erfgoed, vooral qua muziek en keuken. De stad ligt aan de Mississippi, ongeveer 160 km voor de Golf van Mexico en aan het Pontchartrainmeer.

## Geschiedenis
New Orleans werd gesticht in 1718 (officieel op 7 mei) door Jean-Baptiste Le Moyne de Bienville als handelspost van de Franse Compagnie du Mississippi en vernoemd naar Filips van Orléans, de graaf van Orléans, die op dat moment regent van Frankrijk was. De plaats werd gekozen om het verkeer op de Mississippi te kunnen controleren. En via de Bayou Saint Jean en het Pontchartrainmeer was er een verbinding met de Golf van Mexico. Ingenieur Adrien de Pauger tekende een rechthoekig stratenplan uit volgens een dambordpatroon. Dit is nog steeds zichtbaar is in het oude centrum (French Quarter). De plaats bestond uit laaggelegen moerassen die regelmatig overstroomden dus moesten dijken gebouwd worden. Het gebied werd op dat moment bewoond door de Chitimachaindianen. De stad en de kolonie zouden lange tijd strijd leveren met de verschillende indianenstammen. De Chickasaw- en de Natchezindianen vochten een verbeten en langdurige strijd uit met de kolonisten. Ook epidemieën onder de kolonisten remden de groei en in 1722 werd de stad getroffen door een tropische cycloon die de stad grotendeels vernietigde.
De stad groeide uit tot een belangrijke militaire en handelsstad voor het achterland, genaamd Louisiana, waarvan het in 1722 de hoofdstad werd. Langs de Mississippi werden plantages opgezet en om aan arbeidskrachten te komen werden grote hoeveelheden slaven ingevoerd. Aanvankelijk bestond meer dan de helft van de bevolking van de nieuwe stad uit zwarte slaven. De Code Noir uit 1685 zou de positie van de slaven nog tot ver in de 19e eeuw bepalen. In 1727 werd een ursulinenklooster gesticht.

### Spaanse periode
Na de Vrede van Parijs in 1763 kwam Louisiana onder Spaans gezag. Dit leidde tot een opstand van de inwoners van New Orleans die de Spaanse gouverneur Antonio de Ulloa in 1768 verjoegen. Een groep stedelingen zeilde naar Frankrijk om koning Lodewijk XV te vragen de kolonie weer onder Frans gezag te brengen, wat hij weigerde. De opstand werd in 1769 militair neergeslagen door de tweede Spaanse gouverneur Alejandro O'Reilly en de leiders van de opstand werden in gevangenschap afgevoerd naar Cuba en anderen werden geëxecuteerd. Onder Spaans bestuur kende New Orleans een eerste bloeiperiode. De stad werd de doorvoerhaven van de vele suikerriet- en katoenplantages. Ook de Spanjaarden voerden vele zwarte slaven in. Doordat deze slaven relatief eenvoudig konden worden vrijgelaten, ontstond in New Orleans een gemeenschap van vrije zwarten. Tijdens de Spaanse periode (1788 en 1794) vonden twee grote stadsbranden plaats waarbij een groot deel van de stad in vlammen op ging. Hierna werd de grotendeels uit houten gebouwen bestaande stad herbouwd in steen. De huidige bebouwing in het French Quarter stamt uit deze tijd. Ook bekende gebouwen zoals de kathedraal, Cabildo en Presbytere werden door de Spanjaarden gebouwd. Ook werd de stad voor het eerst uitgebreid buiten de omwalling.

### Naar de Verenigde Staten
In 1800 werd het gebied teruggegeven aan Frankrijk en in 1803 werd het door Napoleon verkocht aan de Verenigde Staten, de aankoop van Louisiana. Rond dezelfde periode vond de Haïtiaanse Revolutie plaats waardoor veel mensen naar de Franstalige stad New Orleans kwamen en zich daar vestigden. Onder hen niet alleen witte Fransen maar ook een grote groep vrije zwarten. Juist dit heeft ertoe geleid dat de stad nog lange tijd Franstalig bleef. Met de Oorlog van 1812 raakten de VS en het Verenigd Koninkrijk weer in gevecht. In 1815 vond de Slag bij New Orleans plaats terwijl beide landen al tot een vredesovereenkomst waren gekomen. De slag werd gewonnen door de Amerikanen onder leiding van generaal Andrew Jackson die later president zou worden. Ook de piraat Jean Lafitte speelde een rol in de verdediging van de stad. De haven werd een belangrijk overslagpunt voor de handel langs de Mississippi. Zo ook voor de trans-Atlantische slavenhandel. Vanaf 1808 mochten in de VS geen slaven meer binnengebracht worden maar hierdoor zou de slavenhandel juist in deze stad eerst nog toenemen omdat de autoriteiten de wet min of meer negeerden.
Van 1803 tot 1861 werd New Orleans regelmatig geteisterd door de gele koorts, die 150.000 levens eiste en vooral de Ierse en Italiaanse immigranten trof, die geen enkele weerstand hadden. In het jaar 1853 alleen al verloor de stad 12.000 inwoners ofwel 10% van het totaal, aan de ziekte.
Van 25 april tot 1 mei 1862 vond er opnieuw een slag om New Orleans plaats, ditmaal in de Amerikaanse Burgeroorlog. De Geconfedereerde Staten moesten de stad op 2 mei ontruimen.

### Orkaan Katrina

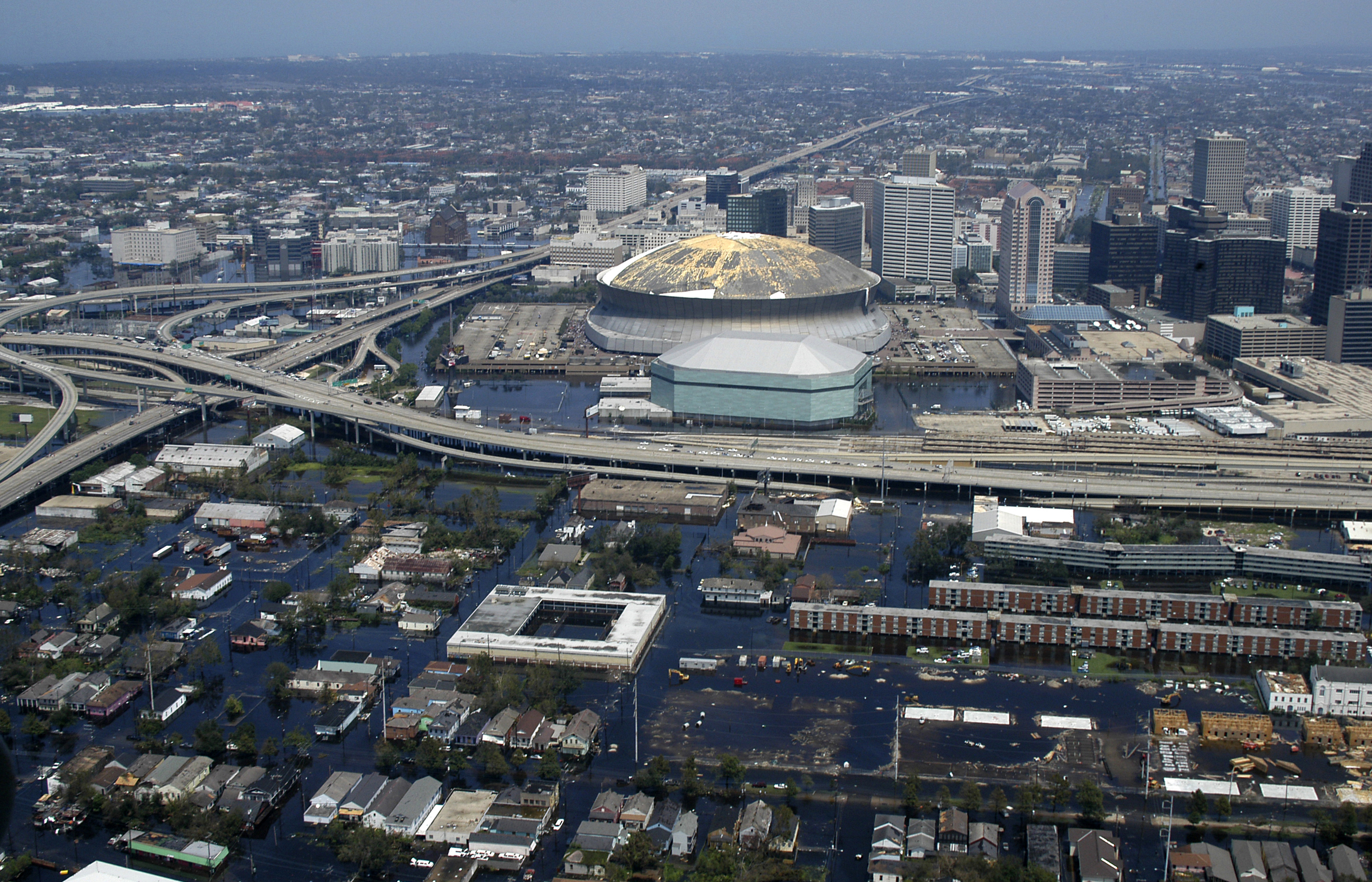
De ondergelopen stad op 31 augustus 2005 na Orkaan Katrina met de Superdome in het midden.

In augustus 2005 werd New Orleans zwaar getroffen door de orkaan Katrina. Enkele dijken begaven het en het water stroomde naar de onder zeeniveau liggende stad. Als gevolg hiervan stond bijna de gehele stad onder water. Eerder werden honderdduizenden mensen uit de stad geëvacueerd. Door de orkaan vielen ten minste 1800 doden in de Verenigde Staten.
Ondanks de grootschalige evacuatie voor de komst van de orkaan verbleven nog veel (arme) mensen in de stad. Door de overstroming, het ontbreken van elektriciteit, gebrek aan voedsel en water bleek de stad een tijdlang niet leefbaar en moest iedereen de stad verlaten.
Er was veel kritiek van de inwoners van New Orleans, onder wie burgemeester Ray Nagin, op de trage hulpverlening.
In oktober 2008 werd bekend dat termieten mogelijk medeschuldig zijn aan de dijkdoorbraken in 2005. Men ontdekte in het jaar 2000 al termieten in enkele dijken die tijdens de 2005-ramp door zouden breken.
In 2013 werd oud-burgemeester Ray Nagin gearresteerd en in 2014 veroordeeld wegens corruptie bij de herbouw van de stad. Hij kreeg tien jaar gevangenisstraf opgelegd.

## Bevolking
De volledige agglomeratie van New Orleans, Greater New Orleans, heeft een beduidend hoger inwonertal dan de stad zelf (384.320 in 2014, op 391.006 geschat in 2017): 1.240.977 inwoners in 2013.
Als aanvulling op de bebouwde gebieden van de stad kent New Orleans ook nog ongecultiveerde moerassen, vooral in het oosten van de stad. Sommige plaatsen binnen Orleans Parish hebben door de geschiedenis heen een onafhankelijke positie gehad ten opzichte van de stad New Orleans, zoals Irish Bayou. Algiers was tot 1870 een aparte stad. Vanaf dat moment gingen de stad en de Orleans Parish in elkaar op.
Ongeveer 5,3% van de bevolking van New Orleans bestaat uit hispanics en latino's, 60,2% is van Afrikaanse en 2,9% van Aziatische oorsprong, volgens de volkstelling van 2010. De meest gesproken taal in New Orleans is het Engels, 90,31%, gevolgd door Spaans 4,84%, Vietnamees 1,87% en Frans 1,20%.

## Cultuur

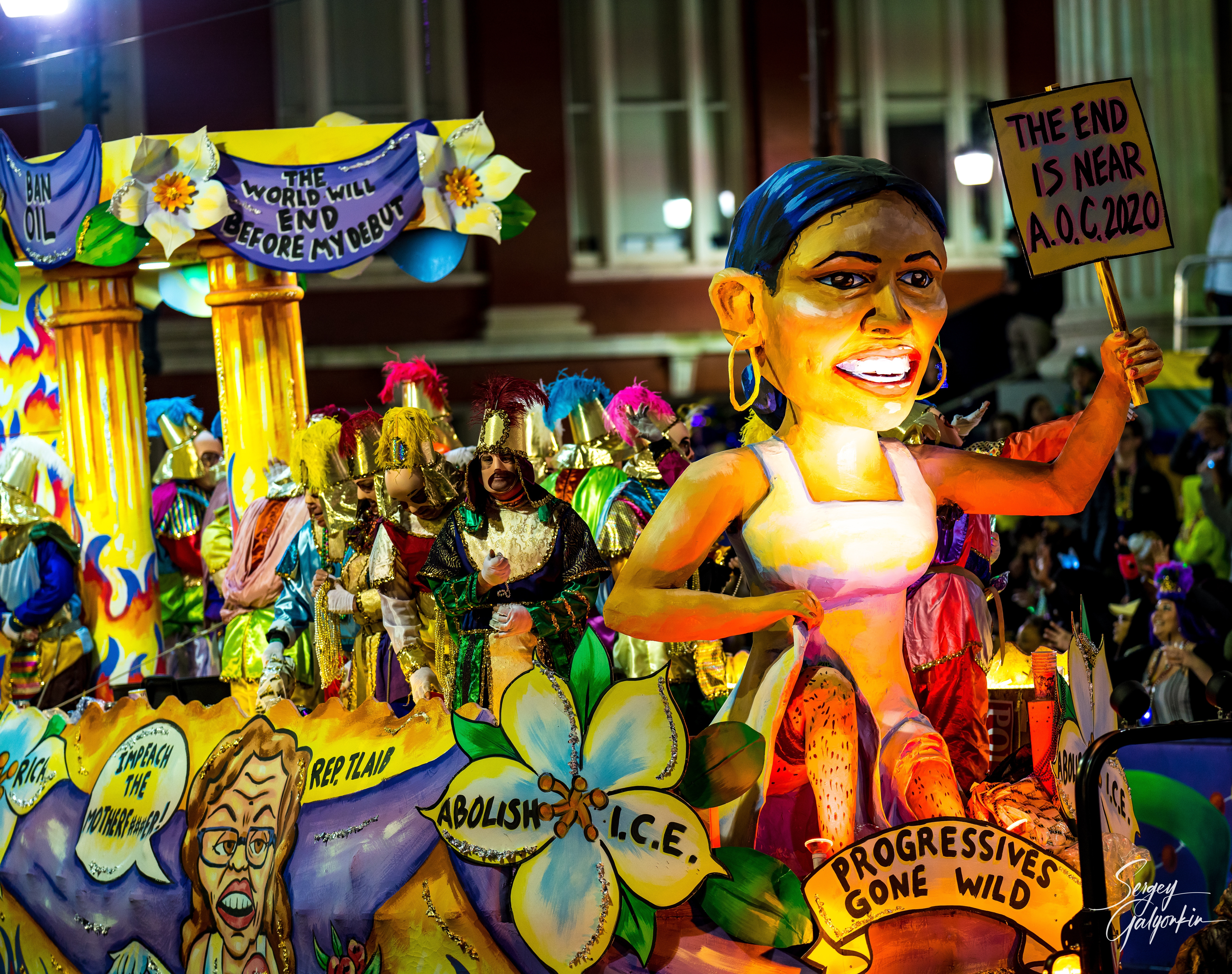
Mardi Gras trekt jaarlijks veel toeristen.

New Orleans wijkt cultureel gezien sterk af van de rest van de Verenigde Staten. De stad wordt ook wel de meest noordelijke van de Caraïbische steden genoemd. New Orleans heeft meerdere bijnamen waarvan The Big Easy de bekendste is. Deze bijnaam is waarschijnlijk begin 20e eeuw ontstaan omdat men in de stad makkelijk werk kon vinden. Andere bijnamen zijn, The City that Care Forgot dat slaat op het ogenschijnlijk zorgeloze leven van de bewoners, Crescent City omdat de stad langs de Mississippi gebouwd is, Hollywood South omdat het een geliefde stad is als filmdecor, NOLA en The City of Yes. De stad kent haar eigen dialect.
New Orleans is beroemd door haar carnaval dat Mardi Gras genoemd wordt. De naam is Frans voor Vette dinsdag, de dag voor Aswoensdag. Het is een verkleed- en paradefeest. Ook de begrafenissen met muziek zijn beroemd. Dit zijn optochten waarbij de kist met de overledene door de straten wordt gedragen onder begeleiding van een brassband. Er is tijdens de optocht eerst een rouwend gedeelte met sombere muziek en vervolgens gaat men over tot een optocht met vrolijke muziek en dans.

### Muziek

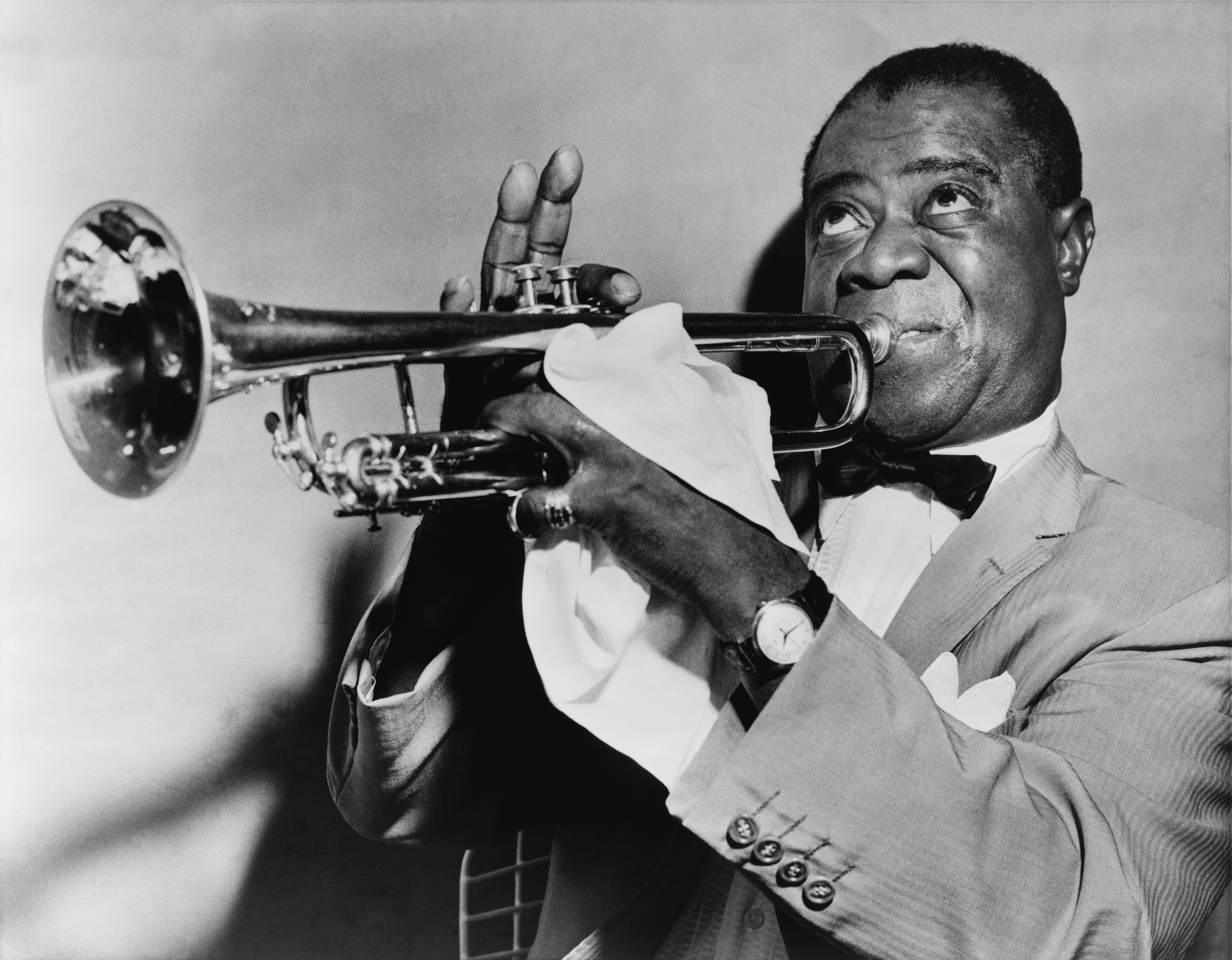
Jazztrompettist Louis Armstrong, geboren in New Orleans begon zijn muziekcarrière in de stad maar verhuisde met de jazzexodus van de jaren twintig naar Chicago en later New York.

New Orleans is de bakermat van verschillende muziekgenres. Rond 1900 ontstond jazz er als muziekimprovisatie in de Afro-Amerikaanse gemeenschap van de stad als mengvorm van ragtime, blues, folk, negrospirituals en beïnvloed door West-Afrikaanse ritmes. De eerste jazzvariant was Dixieland die ook wel New Orleans-jazz werd genoemd. Jazz was in de beginjaren omstreden en het werd de muzikanten steeds moeilijker gemaakt waardoor de verdere ontwikkeling van jazz in Chicago en New York plaatsvond. De "klassieke" jazz trok met de zwarte muzikanten in de jaren '20 naar Chicago, en in de volgende jaren moesten veel zaaltjes in New Orleans sluiten. Maar in de jaren '50 beleefde de dixieland een revival, en in 1961 werd de Preservation Hall geopend om de muziek te faciliteren.
De stad speelde een belangrijke rol in het ontstaan van de funk. Professor Longhair bedacht de New Orleans piano, een stijl van pianospelen die zeer herkenbaar is met elementen van rumba, mambo en calypso. Een andere belangrijke muziekpionier was Dave Bartholomew. Ook de negrospiritual en de gospelmuziek horen bij de stad. Op 26 oktober 1911 werd Mahalia Jackson in New Orleans geboren, bekend van haar gospelsongs. Hoewel zij werd onderschat, heeft zij onmiskenbaar bijgedragen aan de emancipatie van de Afro-Amerikanen. Op 20 augustus 1963 zong zij ten overstaan van meer dan 200.000 mensen bij het Lincoln Memorial in Washington het beroemde We shall overcome. Zij overleed op 27 januari 1972 in Chicago.

### Keuken
De keuken van New Orleans met eigenzinnige gerechten vindt haar oorsprong in de etnische mengelmoes van de stad waarbij Franse, Afrikaanse, Spaanse en Indiaanse kookwijzen en ingrediënten werden gecombineerd. Er wordt veel gewerkt met schaaldieren, zoals rivierkreeften (VS: crawfish) en zeevruchten zoals oesters. Als groenten wordt de Cajun holy trinity gebruikt: ui, paprika en selderij met als aanvullende drie: knoflook, peterselie en sjalotjes. Bekende gerechten zijn gumbo (stoofpot), Jambalaya (rijstgerecht), kidneybonen met rijst, beignets met suiker als ontbijt en Bananas Foster als dessert.

### Voodoo
Louisiana Voodoo is een religie, ontstaan door samenvloeiing van Haïtiaanse Vodou, het katholicisme en verschillende West-Afrikaanse religies. De 19e-eeuwse Voodoo-priesteres Marie Laveau is het bekendste boegbeeld. Haar graftombe wordt nog steeds bezocht door aanhangers. Deze vorm van Voodoo verspreidde zich langs de Mississippi tot in Missouri. Grotendeels uitgedoofd speelt Voodoo nu meer een rol in de toeristenindustrie.

## Bezienswaardigheden

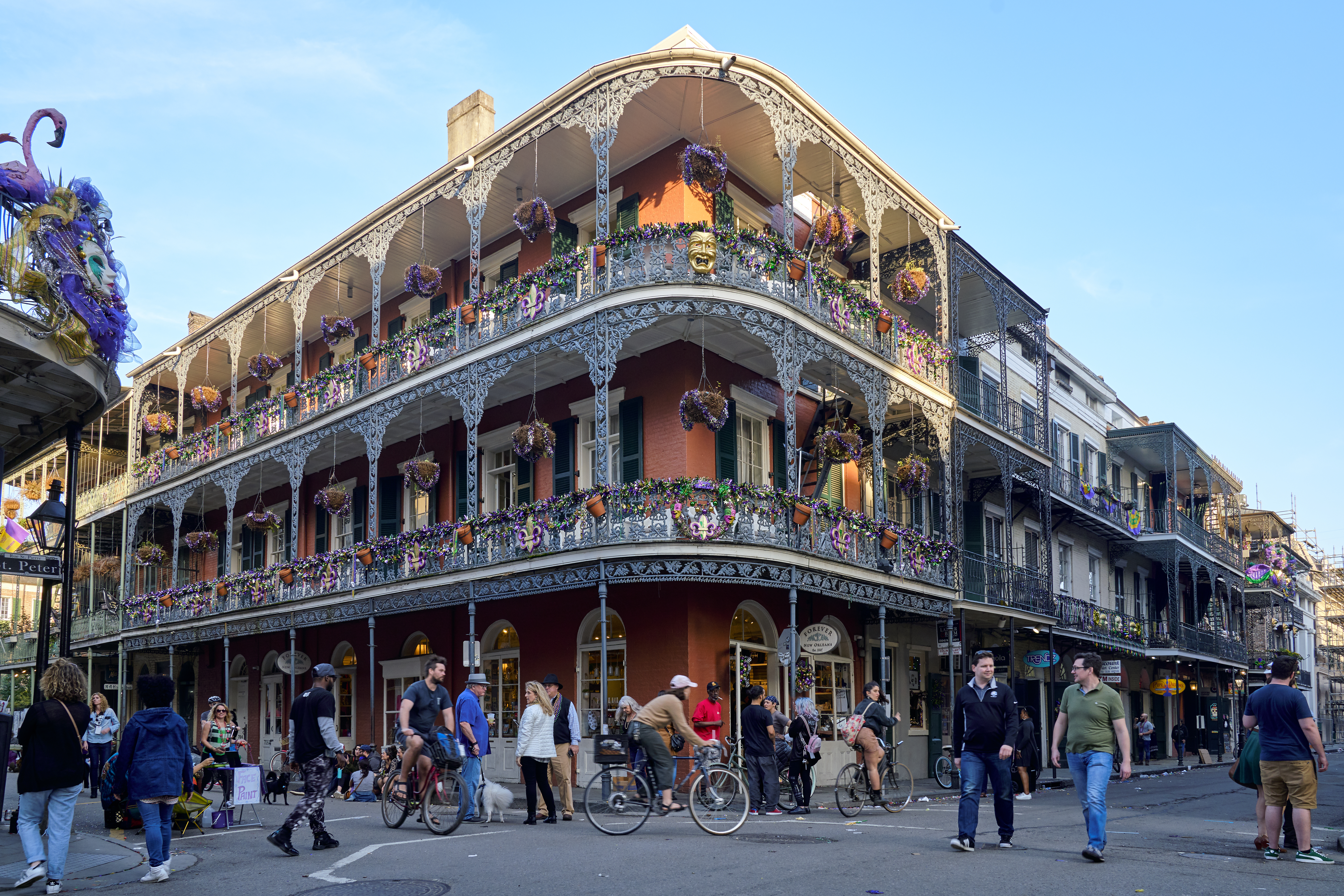
Het oudste deel van de stad wordt French Quarter genoemd. De meeste gebouwen stammen echter ofwel uit late 18e eeuw, de tijd dat de stad in Spaanse handen was of uit de eerste helft van de 19e eeuw toen de stad reeds Amerikaans was. De eerste van de typische gietijzeren balkons zijn pas in 1851 toegevoegd en werden vanaf toen een trend.

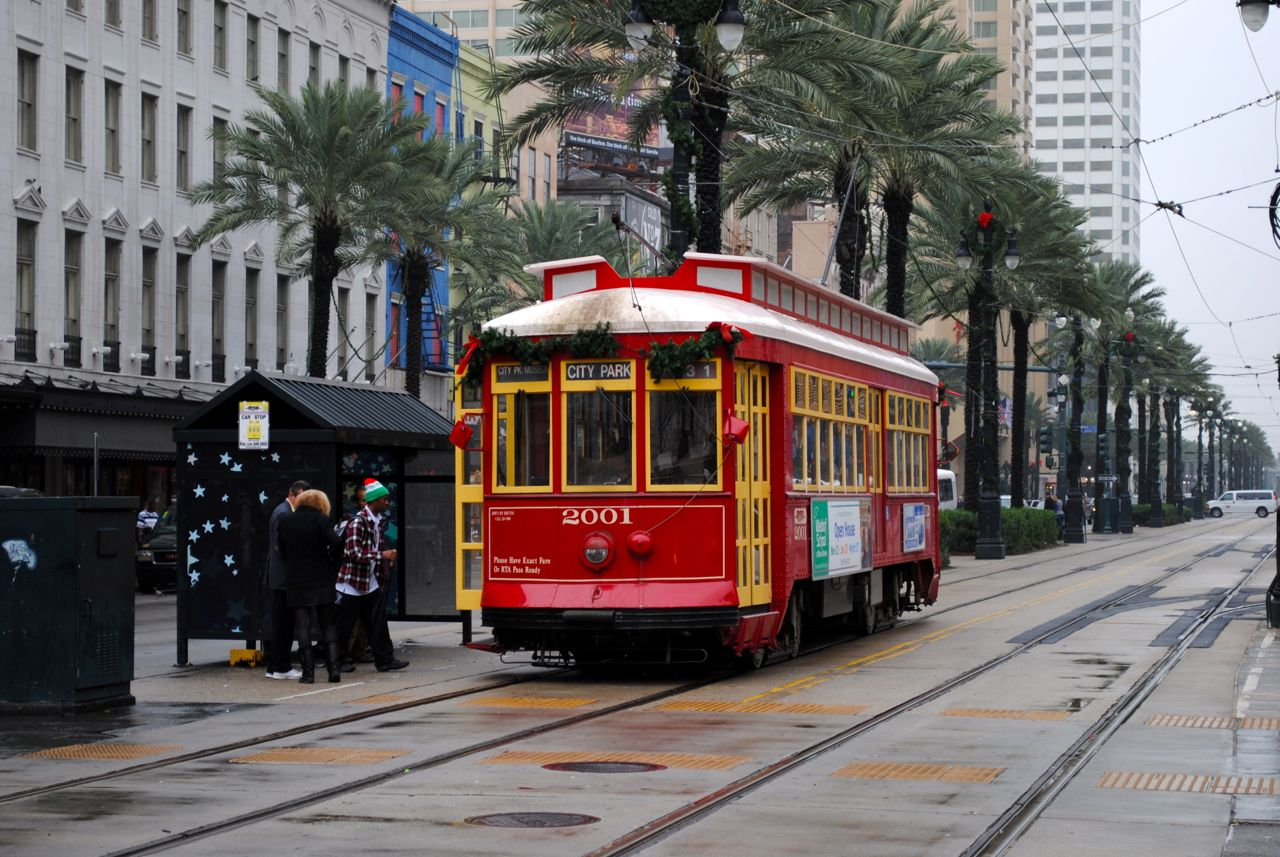
Een tram in Canal Street. New Orleans is een van de weinige steden in de Verenigde Staten waar nog steeds trams in gebruik zijn.

De belangrijkste bezienswaardigheid is het oude centrum dat French Quarter wordt genoemd. Deze benaming is enigszins misleidend aangezien dit deel grotendeels in de Spaanse periode is gebouwd. Hier zijn de opeengebouwde huizen met de balkonnetjes te vinden waar de stad om bekend is. Bekende pleinen en straten zijn, Bourbon Street (het uitgaansgebied dat ook berucht is door haar stripbars), Royal Street (kunst en antiek) en Jackson Square waar o.a. de St. Louis Cathedral staat. Naast Spaanse en Franse architectuur is er ook neobarok en neomoorse architectuur te vinden. Canal Street vormt de grens met het French Quarter en de zakenwijk.
De stad kent meer wijken met een eigen karakter zoals het Garden District met villa’s uit de negentiende eeuw. Het shotgun house is een huistype dat van oorsprong veel in New Orleans werd gebouwd. Shotgun houses hebben een smalle, rechthoekige bouw en bestaan uit drie tot vijf kamers op een rij zonder gangen.
Een bekend museum is het Ogden Museum of Southern Art.

## Klimaat
In januari is de gemiddelde temperatuur 10,7 °C, in juli 27,7 °C. Jaarlijks valt er gemiddeld 1571,8 mm neerslag (gegevens op basis van de meetperiode 1961-1990).

## Verkeer en vervoer
De stad kent een netwerk van vijf tramlijnen. Het ging in 1835 van start en is daarmee het oudste ter wereld.

## Sport
New Orleans heeft twee sportclubs die uitkomen in een van de vier grootste Amerikaanse profsporten. Het gaat om:
- New Orleans Pelicans (basketbal)
- New Orleans Saints (American football)

## Films
- A Streetcar Named Desire (1951)
- De prinses en de kikker, een animatiefilm van Disney, speelt zich af in New Orleans. Hierin komt veel cultuur uit New Orleans naar voren.
- The Big Easy (1987)
- King Creole (1958)
- Live and let Die (1973)

## Plaatsen in de nabije omgeving
De onderstaande figuur toont nabijgelegen plaatsen in een straal van 12 km rond New Orleans.